# Žene i HIV/AIDS
Žene s virusom HIV-a sačinjavaju više od polovice populacije osoba s virusom HIV-a u svijetu . HIV nesrazmjerno pogađa žene zbog njihovog nejednakog kulturnog, društvenog i ekonomskog statusa. Rizične skupine čine mlade žene, žene koje injektiraju droge i ovisnice, nebijele žene, LBT žene, beskućnice, seksualne radnice te žene koje upražnjavaju rizična seksualna ponašanja. Trudnice s HIV-om su u većem riziku od smrti uzrokovane komplikacijama u trudnoći nego osobe koje nemaju HIV. Planiranje trudnoće osoba s HIV-om važno je zbog prevencije prijenosa HIV-a s trudnice na fetus. HIV se prenosi putem krvi, sjemene tekućine i sperme, vaginalne tekućine, rektalne tekućine i majčinog mlijeka. Najčešći rizični faktori za transmisiju su receptivni (analni, vaginalni) seksualni odnos bez zaštite (kondom) te dijeljenje pribora za intravenoznu upotrebu droga s osobom zaraženom HIV-om.
Od početka epidemije HIV/AIDS-a u SAD-u, žene su isključene iz niza institucija za prevenciju i tretman HIV-a/AIDS-a. U početku je medicinska zajednica smatrala lezbijke, biseksualne i queer žene, kao i ostale žene koje imaju spolne odnose sa ženama (WSW), imunima na HIV. Iako su kasnije ispravljene, širenje takvih dezinformacija dovelo je do upuštanja žena u visokorizične seksualne aktivnosti u uvjerenju da se ne mogu zaraziti virusom HIV-a. Lezbijke, biseksualne i queer žene koje se zaraze HIV-om u SAD-u su statistički klasificirane pod 'heteroseksualni prijenos', 'intravenoznu konzumaciju droga' ili kao 'neodredivi prijenos', unatoč činjenici da se mogu zaraziti kroz spolni odnos sa ženom. Lezbijke, biseksualne i queer žene koje su zaražene HIV-om kroz muško silovanje, također su statistički kategorizirane pod 'heteroseksualni prijenos'. Žene s HIV-om isključene su iz medicinskih istraživanja, kliničkih ispitivanja, financijskih potpora, potpora za očuvanje reproduktivnog zdravlja i odgovarajućeg obrazovanja o HIV-u. Žene s virusom HIV-a dobivaju manje pažnje od medicinskih, vladinih i društvenih institucija od muškaraca s virusom HIV-a.
U Hrvatskoj, prema dostupnim podacima Hrvatskog zavoda za javno zdravstvo, zabilježeno je manje slučajeva zaraze HIV-om kod žena zadnjh deset godina: 11% žena u odnosu na 89% muškaraca. Usluge stručnog savjetovanja i testiranja na virus HIV-a mogu se dobiti u Centrima za HIV savjetovanje i testiranje (Savjetovališta za HIV), čiji se popis nalazi na mrežnim stranicama HZJZ. Ipak, u gotovo svim centrima izostaju rodno osjetljivi programi i usluge koje bi pospješile obuhvat žena, njihov tretman i prevenciju transmisije HIV-a.

## Povijest
Povijesno, žene su često bile isključene iz zagovaranja, tretmana i istraživanja HIV-a i AIDS-a. Na početku epidemije 1981. godine, medicinska i znanstvena zajednica nije prepoznala žene kao relevantnu istraživačku skupinu. Žene su isključene iz kliničkih ispitivanja lijekova i preventivnih mjera. Također im je često onemogućavano da budu subjekti kliničkih ispitivanja uz isključenje s ograničenjima poput 'bez trudnih ili netrudnih žena'. Nacionalni institut za zdravlje (NIH) odbio je grant usmjeren na razumijevanje HIV-a kod žena, pripadnica etničkih manjina niskog socioekonomskog statusa.
Prvi zabilježeni slučaj HIV-a kod žene u SAD-u prijavljen je 1981. godine. U prosincu 1982. godine zabilježeni su prvi slučajevi prijenosa HIV-a s majke na dijete. Broj djece zaražene virusom rastao je tijekom desetljeća. Lamivudin/Zidovudin (ZDV), alternativno nazvan Azidotimidin (AZT), lijek je za tretman HIV-a čija je upotreba započela u kasnim 80-ima, a smanjio je mogućnost prijenosa s majke na dijete do 70%. Od 2019. godine, žene u SAD-u čine 20% osoba koje žive s HIV-om.
Dva najčešća načina transmisije HIV-a na žene su heteroseksualni spolni odnos i intravenozna upotreba droga. Žene mogu prenijeti HIV na druge žene spolnim odnosom. Međutim, SAD statistički ne kategorizira prijenos HIV-a koji se nije dogodio kroz heteroseksualni odnos, dijeljenje pribora za intravenoznu upotrebu droga; može ih klasificirati jedino kao neodredivi prijenos. Zbog nedostatka istraživanja, statistika o prijenosu HIV-a sa žene na ženu nije poznata. Informacija o tome je li žena imala spolni odnos sa ženom ili nije, izostaje iz preko 60% svih medicinskih izvješća o HIV-u u SAD-u.

## Populacije žena u riziku

### Žene koje imaju spolne odnose za ženama (WSW i WSWM)
WSW (Women Who Have Sex with Women) i WSWM (Women Who Have Sex with Women and Men) obuhvaćaju širok spektar identiteta poput lezbijki, biseksualnih i panseksualnih žena, kao i drugih žena koje spavaju sa ženama. Uvriježen je stav da je WSW populacija u najmanjem riziku od zaraze HIV-om. Iako je izrazito malo zabilježenih slučajeva prijenosa HIV-a sa žene na ženu, transmisija virusa moguća je kroz spolni odnos žene sa ženom što može uključivati žensko-ženski genitalni seks, dijeljenje igračaka, oralni seks, seks za vrijeme menstruacije, sisanje bradavica dojilje, ali i korištenje sperme neprovjerenog donora u svrhu začeća. Agresivan seks, ranice na genitalnom području, na rukama ili u ustima povećavaju šanse za zarazu. Kako bi se smanjila mogućnost transmisije HIV-a, kao i drugih spolno prenosivih bolesti, preporučuje se korištenje kondoma na seksualnim igračkama, rukavica za vrijeme vaginalne ili analne stimulacije i dentalne brane tijekom oralnog seksa, uz redovite ginekološke preglede žena involviranih u zajedničke seksualne odnose.
Smjernice (2021.) Centara za kontrolu i prevenciju bolesti, navode da WSW i WSWM osobe mogu biti u povećanom riziku od prijenosa spolno prenosivih bolesti, pa i HIV-a, naročito u adolescenciji zbog prijavljenih rizičnih ponašanja koja uključuju i rijetko korištenje zaštite prilikom spolnih odnosa. Istraživanja ukazuju da je prijenos spolno prenosivih bolesti među WSWM osobama učestaliji od prijenosa među ženama koje isključivo spavaju sa ženama. Smjernice naglašavaju važnost otvorene rasprave o spolnom zdravlju, potrebu za informiranjem WSW i WSWM osoba o rizicima kroz proizvodnju materijala usmjerenog na njihove potrebe, kontinuirano istraživanje i edukaciju.
Lezbijke su dugo vremena bile isključene iz preventivnih programa i tretmana HIV-a, s nemogućnosti klasificiranja prijenosa virusa sa žene na ženu, budući da se to smatralo nemogućim. Tek 2014. godine, New York Post izvještava o prvom slučaju transmisije HIV-a sa žene na ženu. Iako se od samog početka epidemije sporadično dolazilo do saznanja o ženama koje su seksualnom aktivnošću možebitno prenosile virus na druge žene, bilo ih je teško dokazati. U gotovo je svim slučajevima bilo i ostalih rizičnih čimbenika - uključujući seksulani kontakt s muškarcima, intravenozno korištenje droga, tetoviranje ili piercing. No u ovom slučaju, kao što izvještava članak Centara za kontrolu i prevenciju bolesti, partnerice su bile su u monogamnoj vezi šest mjeseci. Na početku veze jedna je žena bila HIV pozitivna, druga nije. Žena koja je započela vezu HIV negativna rekla je da je prošlo deset godina otkako je imala spolni odnos s muškarcem. Nije intravenozno konzumirala droge niti se tetovirala, nije išla na akupunkturu ili transfuziju. Međutim, povremeno je prodavala svoju krvnu plazmu; bila je negativna na HIV nakon doniranja plazme u ožujku 2012. Deset dana kasnije, došla je na Hitnu pomoć sa simptomima koji su uključivali upalu grla, groznicu, bolove u mišićima, suhi kašalj, povraćanje i česte proljeve. Tada je testirana na HIV, ali su rezultati bili negativni. Dva tjedna kasnije, ponovno je željela prodati svoju plazmu. Taj put je bila pozitivna. Partnerice su rekle da su često imale nezaštićene spolne odnose, dijelile seksualne igračke i imale spolne odnose kada je jedna od njih imala menstruaciju. Njihov je seks također ponekad uzrokovao krvarenje jedne od njih. Stoga je CDC zaključio da je rijetko, ali moguće da žena prenese HIV ženi za vrijeme spolnog odnosa.

### Transrodne žene
Transrodne osobe imaju specifične potrebe u odnosu na prevenciju i tretman HIV-a; one bi trebale biti uključene u istraživanja zajednica zahvaćenih HIV-om. Primjerice, iako postoje dokazi koji podupiru učinkovitost PrEP-a među transrodnim ženama koje imaju spolni odnos s muškarcima, potrebno je provesti dodatna istraživanja kako bi se utvrdilo kakav učinak PrEP ima na one koje koriste hormonsku terapiju. Transrodne osobe trebaju pristup relevantnim informacijama o sigurnim spolnim odnosima koje su usmjerene na njihova tijela, odnose i zajednicu. One se suočavaju s preprekama u pristupu zdravstvenoj skrbi koje druge osobe zaražene HIV-om možda ne doživljavaju, posebno sa strahom od diskriminacije ili od uskraćivanja liječenja zbog rodnog identiteta ili izražavanja. Transfobija povećava vjerojatnost izbjegavanja testiranja. Osim navedenog, transrodne osobe su češće izložene nasilju, siromaštvu i nezaposlenosti, što su faktori koji također utječu na pristup preventivnim i tretmanskim intervencijama.
U travnju 2021. godine, Centri za kontrolu i prevenciju bolesti u svom su godišnjem izvješću istaknuli potrebu trans žena za preventivnim HIV programima i tretmanom, koji im zbog društvenih barijera nisu u dovoljnoj mjeri dostupni. U SAD-u, 4 od 10 transrodnih žena ispitanih u sedam velikih gradova ima HIV. Izvješće donosi rezultate jednog od najopsežnijih istraživanja transrodnih žena u SAD-u te otkriva da gotovo dvije trećine Afroamerikanki i nebijelih transrodnih žena, kao i više od jedne trećine ispitanih transrodnih latino žena ima HIV. Izvješće je pokazalo izrazite rasne i etničke razlike u stopama HIV-a među ispitanicama. 62% nebijelih transrodnih žena i 35% latino transrodnih žena imalo je HIV, u usporedbi sa 17% bijelih transrodnih žena. Gotovo dvije trećine ispitanih žena živjelo je na ili ispod razine siromaštva, a 42% iskusilo je beskućništvo u posljednjih 12 mjeseci. Istraživanje je ispitalo i korištenje preventivnih mjera te otkrilo da je samo 32% HIV negativnih sudionica koristilo profilaksu prije izlaganja (PrEP). PrEP se preporučuje osobama koje su u riziku od zaraze HIV-om zbog spolnih odnosa ili injektiranja droga. Kada se uzima kako je propisan, PrEP je vrlo učinkovit u prevenciji HIV-a. Prethodne studije su otkrile da nizak unos PrEP-a među transrodnim ženama može biti posljedica niza čimbenika, uključujući nepovjerenje u ljekarništvo zbog iskustva transfobije, nedostatka trans-inkluzivnog marketinga i zabrinutosti zbog miješanja hormona i PrEP-a. Rezultati pokazuju koliko je važno da prevencija i tretman HIV-a izađu van tradicionalnih okruženja, budu kulturalno osviješteni i odgovaraju na potrebe zajednice. Kako bi se preokrenula crna statistika, potrebno je uložiti napor za uklanjanjem socioekonomskih prepreka u pristupu skrbi, uključujući sistemski rasizam, siromaštvo i stigmu te rješiti nejednak pristup zdravstvenoj skrbi, obrazovanju, stanovanju i radnim uvjetima.

### Seksualne radnice
Seksualne radnice su u trinaest puta većem riziku od zaraze HIV-om od opće populacije. Globalno, seksualne radnice čine 9% od ukupne populacije zaraženih HIV-om. Neki zajednički čimbenici seksualne radnice čine ranjivijima za prijenos HIV-a. Seksualne radnice često su stigmatizirane, marginalizirane i kriminalizirane u društvima gdje žive, što na različite načine doprinosi njihovoj ranjivosti na transmisiju HIV-a. Iako je seksualni rad djelomično legalan u nekim zemljama, zakon rijetko štiti žene involvirane u seksualni rad, a posljedično ih izostanak pravne zaštite čini podložnijima zlostavljanju, nasilju i silovanju, čime se stvara okruženje koje olakšava prijenos HIV-a. Osim toga, stigma s kojom se suočavaju otežava pristup zdravstvenim, pravnim i socijalnim uslugama u zajednici. Neki od faktora koji također mogu utjecati na transmisiju HIV-a u ovoj populaciji su: količina partnera, nedosljedna upotreba zaštite i injektiranje droga.  

## Vanjske poveznice
- HZJZ: Popis centara za dobrovoljno i anonimno savjetovanje i testiranje na HIV u Hrvatskoj
- U.S. Department of Health & Human Services: Centres for Disease Control and Prevention
- Centers for Disease Control and Prevention: Likely Female-to-Female Sexual Transmission of HIV
- CDC: HIV Infection, Risk, Prevention, and Testing Behaviors Among Transgender Women
- Human Rights Campaign
- Avert: Sex workers, HIV and AIDS